# Olsen-bandens flugt over plankeværket
Olsen-bandens flugt over plankeværket är en dansk komedifilm från 1981 i regi av Erik Balling. Det är den tolfte i serien Olsen-Banden filmer.

## Handling
Egon Olsen har en ny stensäker plan, som han antar ska vara deras sista. Efter den kan medlemmarna dra sig tillbaka. Men som vanligt går det inte riktigt som planerat.

## Om filmen
Delar av den norska filmen Olsenbandens allra sista kupp från 1982 är baserade på denna film.

## Rollista
- Ove Sprogøe - Egon Olsen
- Morten Grunwald - Benny Frandsen
- Poul Bundgaard - Kjeld Jensen
- Kirsten Walther - Yvonne Jensen
- Axel Ströby - kriminalassistent Jensen
- Ole Ernst - polisassistent Holm
- Bjørn Watt Boolsen - Bang Johansen
- Holger Juul Hansen - Hallandsen
- Jess Ingerslev - rörpostmedarbetare
- Ove Verner Hansen - Bøffen
- Hanne Løye - Fru Hansen
- Christiane Rohde - dam med bricka i lunchrummet
- Tom McEwan - turkisk taxichaufför
- Tommy Kenter - man i grustag
- Jørgen Weel − bartender
- Ib Hansen − direktör och bargäst
- Kirsten Norholt − dam vid barbord
- Holger Vistisen − innehavare av pälsbutik
- Jesper Klein − medarbetare på Høje Nord
- Kurt Ravn − lastbilschaufför
- Sverre Wilberg - full norrman
- Arve Opsahl - norrman på flygplatsen
- Bjarne Adrian - flygplatspersonal
- Ole Tage Hartmann - flygplatspersonal
- Henry Büchmann - flygplatspersonal
- Bjørn Ploug - passpolis[4]